# Khalji
La dinastia khalji (o khilji) fou una dinastia d'origen turcoafganesa (la tribu de turcmans dels khalajs, nom que per la pronunciació índia es va deformar a khalji o khilji) que va governar a diversos llocs de l'Índia i especialment com a sultans a Delhi i Malwa. Els sultans khalji de Delhi foren:
- Djalal al-Din Firuz Shah Khalji 1290-1296
- Rukn al-Din Ibrahim Shah Khalji 1296
- Ala al-Din Muhammad Shah I Khalji 1296-1316
- Shihab al-Din Umar Khalji 1316
- Kutb al-Din Mubarak Shah I Khalji 1316-1320
- Nasr al-Din Khusraw Khan Barwari l'usurpador 1320

El fundador de la dinastia fou Djalal al-Din Firuz Shah Khalji que era fill de Yughrush i estava al servei del sultà Giyath al-Din Balban Ulugh Khan. Fou assassinat pel seu nebot i gendre Ala al-Din Muhammad Shah I Khalji que es va proclamar sultà i va ocupar Delhi eliminant al seu cosí Rukn al-Din Ibrahim Shah Khalji que s'havia proclamat allí (novembre), i al germà d'aquest, Arkali Khan, hereu i governador de Multan (gener de 1997). Va rebutjar diversos atacs mongols (1299-1306), va conquerir Gujarat (1299), Rathambor (1301), Chitor (1303) i Malwa (1305) i va sotmetre als kakatyes de Warangal, als hoysala de Duara Samudra, als pandya de Madura i als yadava de Deogiri.
El sultà va morir el 6 de gener del 1316. Poc abans el general turc eunuc Malik Naib (Malik Kafur), que tenia molta influència sobre el sultà, l'havia convençut de desheretar al seu fill gran Khidr Khan que fou empresonat a Gwalior, i havia estat designat hereu el fill més jove, Shihab al-Din Umar que era menor d'edat i a la mort del pare fou proclamat sultà sota la regència de Malik Naib. Aquest va fer cegar a Khidr Khan i al seu germà Shadi Khan que havia estat empresonat a Siri. El tercer fill, Mubarak Khan, de 18 anys, també empresonat, havia de córrer la mateixa sort, però va aconseguir subornar als seus guardians, que van assassinar Malik Naib al cap de 35 dies de govern i van proclamar regent a Mubarak; al cap de dos mesos va assolir la corona i Umar va ser cegat. Mubarak va portar una vida de disbauxa i un esclau de nom Khusraw Khan, que va aconseguir molt de poder, el va acabar assassinat el 1320. Khusraw es va proclamar sultà amb el nom de Sultan Nasir al-Din; Khusraw s'havia convertit a l'islam però no hi creia pas, i tenia una gran manca de respecte per la religió dins del palau; altres nobles musulmans es van escandalitzar. La revolta dirigida per Djunba Khan (després Muhammad Shah II Tughluk 1325-1351) i el seu pare Ghazi Malik, va acabar amb la victòria rebel a Indrapat; Khusraw va fugir però capturat fou executat. Malik Ghazi fou coronat com Tughluk Shah I (1320) fundant la dinastia tughlúquida.